# كورودا سيكي
اسم العائلة هو «كورودا».
الفيكونت النبيل كورودا سيكي ( 9 أغسطس 1866 - 15 يوليو 1924) هو اسم مستعار للرسام الياباني والمعلم،لوحظ لجلب النظريات الغربية حول الفن للجمهور الياباني الواسع. وكان من بين قادة حركة اليوغا (أو على النمط الغربي) في وقت متأخر من القرن التاسع عشر وأوائل اللوحة اليابانية في القرن 20. كان اسمه الحقيقي كورودا كيوتيرو والذي يستخدم النطق كبديل للحروف الصينية.

## روابط خارجية
- كورودا سيكي على موقع الموسوعة البريطانية (الإنجليزية)